# نیمفیا ویند
نیمفیا ویند (به انگلیسی: Nymphia Wind) با نام اصلی لیو سائو (به انگلیسی: Leo Tsao) (زاده ۲۳ ژوئیهٔ ۱۹۹۵) زن‌پوش آمریکایی است.